# Claudi Quintià Pompeià
Claudi Quintià Pompeià (en llatí Claudius Quintianus Pompeianus) va ser un senador romà que es va casar amb la filla de Ànnia Lucil·la (filla de Marc Aureli). Segurament va exercir algun alt càrrec que no és esmentat concretament.
Lucil·la el va convidar a participar en un atemptat contra Còmmode, amb el que era obligada a viure en intimitat. El complot va fracassar i Claudi Quintià va ser executat.